# Tatjana Bagischewna Nikitina
Tatjana Bagischewna Nikitina, geboren Tatjana Bagischewna Schikajewa, (russisch Татьяна Багишевна Никитина, Geburtsname russisch Татьяна Багишевна Шикаева; * 27. Juli 1954 in Joschkar-Ola) ist eine sowjetisch-russische Mediävistin und Ethnologin des Mari-Volks.

## Leben
Nikitina studierte an der 1972 gegründeten Staatlichen Mari-Universität in Joschkar-Ola mit Abschluss 1977. Sie heiratete den Mari-Prähistoriker Waleri Walentinowitsch Nikitin (* 1940).
1977 wurde Nikitina wissenschaftliche Mitarbeiterin des Mari-Forschungsinstituts für Sprache, Literatur und Geschichte in Joschkar-Ola und dann wissenschaftliche Chefmitarbeiterin der Abteilung für Archäologie. Nach der Aspirantur bei Gennadi Andrejewitsch Archipow wurde sie nach Verteidigung ihrer Dissertation über die Mari im 16. bis Anfang des 18. Jahrhunderts anhand der Gräberfelder-Funde 1988 zur Kandidatin der historischen Wissenschaften promoviert.
1993–1995 leitete Nikitina das Wissenschaftszentrum für Finnougristik. 1995 wurde sie Vizedirektorin des Mari-Forschungsinstituts für Sprache, Literatur und Geschichte der Republik Mari El, dessen Direktor Gennadi Andrejewitsch Archipow 1995 gestorben war. 2003 wurde sie nach Verteidigung ihrer Doktor-Dissertation über die Mari im Mittelalter anhand der archäologischen Funde zur Doktorin der historischen Wissenschaften promoviert.

## Ehrungen, Preise
- Verdiente Wissenschaftlerin der Republik Mari El (1998)[1]
- Staatspreis der Republik Mari El (2003) für die Monografie über die Mari im Mittelalter anhand der archäologischen Funde[1][4]